# Peter Schmeichel
Peter Bolesław Schmeichel (ur. 18 listopada 1963 w Gladsaxe) – piłkarz duński (bramkarz). W latach 1987–2001 reprezentant Danii w piłce nożnej (także kapitan reprezentacji) z którą zdobył Mistrzostwo Europy 1992, a po zakończeniu kariery piłkarskiej, prezenter i komentator sportowy. Największe sukcesy klubowe święcił z Manchesterem United z którym zdobył potrójną koronę (Ligę Mistrzów, Mistrzostwo Anglii i Puchar Anglii) w sezonie (1998/1999). Jego ojciec jest Polakiem, a matka Dunką. Drugie imię nadano piłkarzowi dla uczczenia pamięci pradziadka.

## Kariera
Znany jest z wieloletniej gry w angielskim klubie Manchester United, do którego trafił w 1991 roku za kwotę 533 tysięcy funtów, oraz prowadzenia programu „Brudna robota” (oryg. Dirty Jobs with Peter Schmeichel).
Zawodnik Hvidovre IF, następnie Brøndby IF. W barwach Manchesteru United (od 1991) pięciokrotnie świętował mistrzostwo Anglii, a także Superpuchar Europy w 1991 i Ligę Mistrzów w 1999. Zakończył karierę w kadrze w 2001 (ostatni raz reprezentował Danię w kwietniu 2001 roku, mecz ze Słowenią zakończony wynikiem 3:0), w piłce klubowej – po występach jeszcze w Sportingu CP, Aston Villa i Manchesterze City – w 2003. Cieszył się opinią jednego z najlepszych bramkarzy na świecie, został uznany bezapelacyjnie najlepszym bramkarzem w historii Manchesteru United.
Wraz z zespołem narodowym zdobył mistrzostwo Europy w 1992 (ekipa Danii awansowała do turnieju finałowego w awaryjnym trybie, po wykluczeniu Jugosławii). Brał także udział w mistrzostwach świata we Francji w 1998, które Dania zakończyła na ćwierćfinale po porażce z obrońcą tytułu Brazylią 2:3. Wystąpił łącznie w 129 meczach reprezentacji, strzelając 1 bramkę – z rzutu karnego w meczu towarzyskim z Belgią 3 czerwca 2000 roku (2:2). W 30 spotkaniach był kapitanem drużyny.
Po przejściu na emeryturę kupił duński klub Hvidovre IF, w którym rozpoczynał zawodową karierę. Obecnie Schmeichel prowadzi program na kanale Discovery Channel oraz komentuje mecze Ligi Mistrzów dla duńskiej telewizji TV3+ razem z byłymi kolegami z reprezentacji – Prebenem Elkjærem Larsenem oraz Brianem Laudrupem. 6 listopada 2019 roku został ambasadorem STS, największej w Polsce firmy bukmacherskiej.

## Sukcesy
Brøndby IF
- czterokrotnie mistrzostwo Danii: 1987, 1988, 1990, 1991
- Puchar Danii: 1989

Manchester United
- pięciokrotnie mistrzostwo Anglii: 1993, 1994, 1996, 1997, 1999
- trzykrotnie Puchar Anglii: 1994, 1996, 1999
- czterokrotnie Tarcza Wspólnoty: 1993, 1994, 1996, 1997
- Superpuchar Europy: 1991
- Liga Mistrzów: 1999

Sporting CP
- mistrzostwo Portugalii: 2000

Aston Villa
- Puchar Intertoto: 2001

Reprezentacja Danii
- mistrzostwo Europy: 1992

### Sukcesy indywidualne
- Piłkarz Roku: 1990, 1993, 1999
- Najlepszy Bramkarz (World's Best Goalkeeper): 1992
- UEFA Club Football Awards: 1998
- English Football Hall of Fame: 2003

## Rodzina
- Syn Polaka Antoniego i Dunki Inger[3].
- Syn Petera, Kasper Schmeichel, także zdecydował się na karierę bramkarza w lidze angielskiej, w klubie Leicester City, z którym wygrał mistrzostwo Anglii w sezonie 2015/2016. Od sierpnia 2003 reprezentował Danię w kadrze młodzieżowej; od 2013 bramkarz reprezentacji Danii seniorów.
- Jego żoną od 2019 jest Laura von Lindholm – była modelka Playboya[4].